# Bocages en pays Bamiléké
Cet article possède un paronyme, voir Bocage (homonymie).
Les Bocages en pays Bamiléké sont une technique de gestion des terres propre aux peuples Bamilékés et unique en Afrique.

## Histoire
L'histoire de ces bocages remonte vraisemblablement au XVIe siècle, époque à laquelle les Bamilékés se sont installés dans la région des Grasslands. L'organisation des Bamiléké dans leurs espaces a généré les paysages de bocages. Le bocage est lié aux pratiques agricoles et participe à l'enracinement dans le milieu naturel.

### Patrimoine culturel et naturel
Le bocage est une pratique agraire et sert d'ancrage en pays Bamiléké. L'arbre est un outil de reproduction du lignage et sert d'élément clé dans l'aménagement de l'espace. Il intervient dans la gestion spatiale du territoire. Les sommets des collines représentent un endroit d'insécurité; l'occupation se fait de bas en haut. L'exploitation de l'espace est ascendante. Prairies, cultures, sont observées sur les flancs des collines tandis que des réseaux palmiers raffia servent à meubler les fonds des vallées.

### Utilités des bocages
Les bocages servent à établir les limites des plantations et de marquages de territoires. Il sert aussi de protection pour les animaux qui sne sont pas regroupé en troupeaux et sert de couvertures anti érosives.
Les racines des arbres permettent la stabilité des sols.

## Disparition
Les constructions modernes menacent le bocage. Les surfaces reculent avec la pression de l'urbanisation.
Les cultures de rentes (culture du café, etc.) et la modernisation des pratiques agricoles et la conquête de nouveaux espaces marquent un arrêt de l'essor du bocage en pays bamiléké.